# سمكة العلم
سمكة العلم (باللاتينية: Jordanella floridae)، (بالإنجليزية: Flagfish) يصل طولها الي 20 سم والذكر أكبر وزعانفه أطول ومن الممكن تربيتها مع الأنجل والأسماك الأخرى مع وضع أشجار متحجرة وتتغذى على الطعام المجفف والدود الحي والخس، عليها نقوش والوان تشبه العلم الأمريكي ومن هنا جاءت تسميتها بسمكة العلم.